# 愛知郡 (滋賀県)

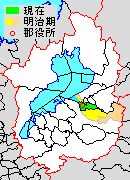
滋賀県愛知郡の位置（緑：愛荘町 黄：明治期 薄黄：後に他郡に編入された区域 水色：後に他郡から編入した区域）

- 令制国一覧 > 東山道 > 近江国 > 愛知郡
- 日本 > 近畿地方 > 滋賀県 > 愛知郡

愛知郡（えちぐん）は、滋賀県（近江国）の郡。
人口20,358人、面積37.97km²、人口密度536人/km²。（2025年5月1日、推計人口）
下記の1町を含む。
- 愛荘町（あいしょうちょう）

## 郡域
1879年（明治12年）に行政区画として発足した当時の郡域は、上記1町のほか、下記の区域にあたる。
- 彦根市の一部（石寺町、稲里町、金沢町、海瀬町、三津町より南西かつ薩摩町、下西川町、下岡部町、上岡部町、金田町、出路町、彦富町、稲枝町より北東）
- 東近江市の一部（概ね愛知川右岸および黄和田町）
- 犬上郡豊郷町の一部（吉田・上枝・下枝・高野瀬・大町・沢・日栄）

## 歴史
古代の依知秦氏が本拠地とした。

### 近世以降の沿革
- 「旧高旧領取調帳」に記載されている明治初年時点での支配は以下の通り。●は村内に寺社領が存在。（121村）

| 知行         | 知行                   | 村数 | 村名 |
| ------------ | ---------------------- | ---- | --- |
| 幕府領       | 幕府領（大津代官所）   | 37村 | 小倉村、青山村、曽根村、鯰江村、下岸本村、中岸本村、上岸本村、南花沢村、北花沢村、中里村、下里村、僧坊村、平松村、中一色村、大沢新町村、横溝村、南菩提寺村、北菩提寺村、勝堂村、栗田村、長塚村、野々目村、小田苅村、小池村、南清水村、北清水村、大清水村、清水中村、西菩提寺村、畑田村、平居村、苅間村、東円堂村、豊満村、市村、石部村、愛知川村 |
| 幕府領       | 幕府領（彦根藩預地）   | 21村 | 小八木村、北蚊野村、南蚊野村、岩倉村、円城寺村、東出村、島川村、宮後村、北八木村、蚊野外村、吉田村、【中戸村、池ノ尻村、矢守村、土橋村、肥田村、山崎南町村、下岡部村、西川村、薩摩村、柳川村】 |
| 幕府領       | 旗本領                 | 3村  | 池庄村、上中野村、下中野村 |
| 藩領         | 近江彦根藩             | 55村 | 君ヶ畑村、蛭谷村、箕川村、政所村、黄和田村、九居瀬村、高野村、外村、●百済寺村、大覚寺村、平尾村、湯屋村、祇園村、平柳村、今在家村、下一色村、上蚊野村、南安孫子村、斧磨村、●松尾寺村、竹原谷村、常安寺村、西出村、元持村、香之庄村、沖村、長村、目加田村、上枝村、山塚村、土橋河田村、中宿村、沓掛村、長野中村、大門村、河原村、野良田村、高野瀬村、沢村、三津村、海瀬村、林村、中下村、野部村、出路村、彦富村、石寺村、●下平流村、上平流村、上岡部村、金田村、上八木村、下八木村、下枝村、延寿寺村 |
| 藩領         | 近江宮川藩             | 1村  | 読合堂村 |
| 幕府領・藩領 | 幕府領（大津）・宮川藩 | 1村  | 園村 |
| 幕府領・藩領 | 旗本領・彦根藩・宮川藩 | 1村  | 妹村 |
| その他       | 寺社領                 | 1村  | 塚村 |
| その他       | 不明（記載なし）       | 1村  | 大林新田 |

- 慶応4年
  - 3月7日（1868年3月30日） - 大津代官所に大津裁判所が設置され、幕府領を管轄。
  - 4月28日（1868年5月20日） - 大津裁判所の管轄地域が大津県の管轄となる。
- 明治2年（1869年） - 彦根藩が戊辰戦争の戦功によって加増され、彦根藩預地のうち【　】内の10村が彦根藩領となる。
- 明治3年（1870年）2月 - 旗本領が大津県の管轄となる。
- 明治4年
  - 4月 - 彦根藩預地が大津県の管轄となる。
  - 7月14日（1871年8月29日） - 廃藩置県により、藩領が彦根県、宮川県の管轄となる。
  - 11月22日（1872年1月2日） - 第1次府県統合により、全域が長浜県の管轄となる。
- 明治5年
  - 2月27日（1872年4月4日） - 長浜県が改称して犬上県となる。
  - 9月28日（1872年10月30日） - 滋賀県の管轄となる。
  - 愛知川村の所属郡が神崎郡に変更。（120村）
- 明治7年（1874年）（118村）
  - 10月 - 大林新田が改称して大林村となる。
  - 君ヶ畑村の一部[5]が分立して茨川村となる。
  - 西出村の一部が分立して深草村となる。
  - 山塚村の一部[6]が分立して川久保村となる。
  - 高野瀬村の一部が分立して大町村となる。
  - 石部村・土橋村・山塚村が合併して石橋村となる。
  - 長野中村・大門村が合併して長野村となる。
  - 下平流村・塚村・延寿寺村が合併して寿村となる。
  - 土橋河田村が川久保村に合併。
  - 南安孫子村が安孫子村に、野部村が稲部村にそれぞれ改称。
- 明治12年（1879年）（117村）
  - 3月 - 南蚊野村・上八木村が合併して軽野村となる。
  - 5月16日 - 郡区町村編制法の滋賀県での施行により、行政区画としての愛知郡が発足。郡役所を中宿村に設置。
  - 神崎郡愛知川村の所属郡が本郡に変更。
  - 下岸本村・中岸本村・上岸本村の各一部[7]が分立して梅林村となる。
  - 河原村の一部が分立して山川原村となる。
  - 矢守村の一部が分立して南野々目村となる。
  - 山崎南町村・上平流村・寿村が合併して稲里村となる。
  - 林村・中下村が合併して金沢村となる。
  - 出路村が金田村に合併。
  - 大沢新町村が改称して大沢村となる。
- 明治14年（1881年） - 「愛知神崎郡役所」が中宿村に設置され、神崎郡とともに管轄。
- 明治19年（1886年） - 百済寺村地先の開墾地より市ヶ原村が起立。（118村）

### 町村制以降の沿革

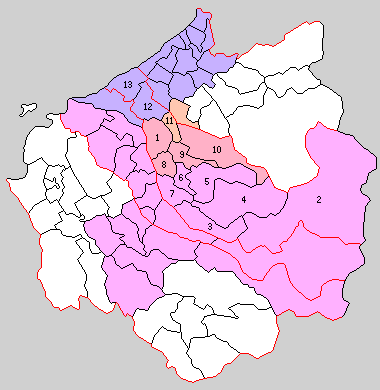
1.愛知川村 2.東小椋村 3.西小椋村 4.角井村 5.東押立村 6.西押立村 7.豊椋村 8.豊国村 9.八木荘村 10.秦川村 11.日枝村 12.稲枝村 13.稲村（紫：彦根市 桃：東近江市 赤：愛荘町 橙：犬上郡豊郷町）

- 明治22年（1889年）4月1日 - 町村制の施行により、以下の町村が発足。「愛知神崎郡役所」の所在地が愛知川村となる。（13村）
  - 愛知川村 ← 市村、愛知川村、中宿村、沓掛村、石橋村、川久保村、長野村、河原村、山川原村（現・愛荘町）
  - 東小椋村 ← 茨川村、君ヶ畑村、蛭谷村、箕川村、政所村、黄和田村、九居瀬村、高野村（現・東近江市）
  - 西小椋村 ← 外村、小倉村、青山村、曽根村、妹村、中戸村、鯰江村、上岸本村、梅林村（現・東近江市）
  - 角井村 ← 平尾村、園村、大林村、市ヶ原村、上中野村、下中野村、池ノ尻村、百済寺村、大覚寺村（現・東近江市）
  - 東押立村 ← 大沢村、南花沢村、北花沢村、読合堂村、中里村、湯屋村、祇園村、平柳村、僧坊村、下里村、平松村、中一色村、今在家村、小八木村（現・東近江市）
  - 西押立村 ← 下一色村、勝堂村、西菩提寺村、北菩提寺村、南菩提寺村、横溝村（現・東近江市）
  - 豊椋村 ← 中岸本村、下岸本村、小田苅村、大清水村、南清水村、北清水村、清水中村、小池村、長村、池庄村（現・東近江市）
  - 豊国村 ← 畑田村、平居村、苅間村、東円堂村、豊満村（現・愛荘町）
  - 八木荘村 ← 蚊野外村、香之庄村、元持村、沖村、宮後村、北八木村、下八木村、島川村、長塚村、栗田村、野々目村、南野々目村、矢守村（現・愛荘町）
  - 秦川村 ← 松尾寺村、斧磨村、岩倉村、竹原谷村、常安寺村、東出村、上蚊野村、北蚊野村、軽野村、安孫子村、円城寺村、西出村、深草村、目加田村（現・愛荘町）
  - 日枝村 ← 吉田村、上枝村、下枝村、高野瀬村、大町村、沢村（現・犬上郡豊郷町）
  - 稲枝村 ← 三津村、海瀬村、金沢村、稲部村、野良田村、肥田村、彦富村、金田村、稲里村（現・彦根市）
  - 稲村 ← 上岡部村、下岡部村、石寺村、薩摩村、柳川村、西川村、神崎郡甲崎村、西川村、田原村（現・彦根市）
- 明治25年（1892年）10月5日 - 東小椋村の一部（高野）が分立して高野村が発足。（14村）
- 明治30年（1897年）4月1日 - 神崎郡葉枝見村の所属郡が本郡に変更。（15村）
- 明治31年（1898年）4月1日 - 郡制を施行。単独の郡役所が愛知川村に設置。
- 明治42年（1909年）10月1日 - 愛知川村が町制施行して愛知川町となる。（1町14村）
- 大正12年（1923年）4月1日 - 郡会が廃止。郡役所は存続。
- 大正15年（1926年）7月1日 - 郡役所が廃止。以降は地域区分名称となる。
- 昭和18年（1943年）4月1日 - 東小椋村・高野村が神崎郡山上村と合併して神崎郡永源寺村が発足し、郡より離脱。（1町12村）
- 昭和29年（1954年）11月3日 - 東押立村・西押立村・豊椋村が合併して湖東町が発足。（2町9村）
- 昭和30年（1955年）
  - 1月1日 - 稲枝村・稲村・葉枝見村が合併して稲枝町が発足。（3町6村）
  - 2月11日 - 角井村・西小椋村が合併して愛東村が発足。（3町5村）
  - 4月1日
    - 秦川村・八木荘村が合併して秦荘町が発足。（4町3村）
    - 愛知川町・豊国村が合併し、改めて愛知川町が発足。（4町2村）
- 昭和31年（1956年）9月30日 - 日枝村が犬上郡豊郷村と合併し、改めて犬上郡豊郷村が発足、郡より離脱。（4町1村）
- 昭和43年（1968年）4月1日 - 稲枝町が彦根市に編入。（3町1村）
- 昭和46年（1971年）2月11日 - 愛東村が町制施行して愛東町となる。（4町）
- 平成17年（2005年）2月11日 - 愛東町・湖東町が八日市市・神崎郡永源寺町・五個荘町と合併して東近江市が発足し、郡より離脱。（2町）
- 平成18年（2006年）2月13日 - 秦荘町・愛知川町が合併して愛荘町が発足。（1町）

### 変遷表
| 明治以前       | 明治以前       | 明治初年 - 明治11年             | 明治12年 - 明治22年              | 明治22年 4月1日 町村制施行 | 明治22年 - 大正15年                     | 昭和元年 - 昭和19年           | 昭和20年 - 昭和39年           | 昭和40年 - 昭和64年               | 平成元年 - 現在          | 現在          |
| -------------- | -------------- | ------------------------------- | -------------------------------- | -------------------------- | --------------------------------------- | ----------------------------- | ----------------------------- | --------------------------------- | ------------------------ | ------------- |
| 愛知川村       | 愛知川村       | 明治7年 所属変更 神崎郡愛知川村 | 明治12年 所属変更 愛知郡愛知川村 | 愛知川村                   | 明治42年10月1日 町制 愛知川町           | 愛知川町                      | 昭和30年4月1日 愛知川町       | 愛知川町                          | 平成18年2月13日 愛荘町   | 愛荘町        |
| 市村           | 市村           | 市村                            | 市村                             | 愛知川村                   | 明治42年10月1日 町制 愛知川町           | 愛知川町                      | 昭和30年4月1日 愛知川町       | 愛知川町                          | 平成18年2月13日 愛荘町   | 愛荘町        |
| 中宿村         | 中宿村         | 中宿村                          | 中宿村                           | 愛知川村                   | 明治42年10月1日 町制 愛知川町           | 愛知川町                      | 昭和30年4月1日 愛知川町       | 愛知川町                          | 平成18年2月13日 愛荘町   | 愛荘町        |
| 沓掛村         | 沓掛村         | 沓掛村                          | 沓掛村                           | 愛知川村                   | 明治42年10月1日 町制 愛知川町           | 愛知川町                      | 昭和30年4月1日 愛知川町       | 愛知川町                          | 平成18年2月13日 愛荘町   | 愛荘町        |
| 石部村         | 石部村         | 明治7年 石橋村                  | 石橋村                           | 愛知川村                   | 明治42年10月1日 町制 愛知川町           | 愛知川町                      | 昭和30年4月1日 愛知川町       | 愛知川町                          | 平成18年2月13日 愛荘町   | 愛荘町        |
| 土橋村         |                | 明治7年 石橋村                  | 石橋村                           | 愛知川村                   | 明治42年10月1日 町制 愛知川町           | 愛知川町                      | 昭和30年4月1日 愛知川町       | 愛知川町                          | 平成18年2月13日 愛荘町   | 愛荘町        |
| 山塚村         | 一部を除く     | 明治7年 石橋村                  | 石橋村                           | 愛知川村                   | 明治42年10月1日 町制 愛知川町           | 愛知川町                      | 昭和30年4月1日 愛知川町       | 愛知川町                          | 平成18年2月13日 愛荘町   | 愛荘町        |
| 山塚村         | 一部           | 明治7年 分立 川久保村           | 川久保村                         | 愛知川村                   | 明治42年10月1日 町制 愛知川町           | 愛知川町                      | 昭和30年4月1日 愛知川町       | 愛知川町                          | 平成18年2月13日 愛荘町   | 愛荘町        |
| 土橋河田村     |                | 明治7年 分立 川久保村           | 川久保村                         | 愛知川村                   | 明治42年10月1日 町制 愛知川町           | 愛知川町                      | 昭和30年4月1日 愛知川町       | 愛知川町                          | 平成18年2月13日 愛荘町   | 愛荘町        |
| 長野中村       | 長野中村       | 明治7年 長野村                  | 長野村                           | 愛知川村                   | 明治42年10月1日 町制 愛知川町           | 愛知川町                      | 昭和30年4月1日 愛知川町       | 愛知川町                          | 平成18年2月13日 愛荘町   | 愛荘町        |
| 大門村         |                | 明治7年 長野村                  | 長野村                           | 愛知川村                   | 明治42年10月1日 町制 愛知川町           | 愛知川町                      | 昭和30年4月1日 愛知川町       | 愛知川町                          | 平成18年2月13日 愛荘町   | 愛荘町        |
| 河原村         | 河原村         | 河原村                          | 河原村                           | 愛知川村                   | 明治42年10月1日 町制 愛知川町           | 愛知川町                      | 昭和30年4月1日 愛知川町       | 愛知川町                          | 平成18年2月13日 愛荘町   | 愛荘町        |
| 河原村         | 河原村         | 河原村                          | 明治12年 分立 山川原村           | 愛知川村                   | 明治42年10月1日 町制 愛知川町           | 愛知川町                      | 昭和30年4月1日 愛知川町       | 愛知川町                          | 平成18年2月13日 愛荘町   | 愛荘町        |
| 畑田村         | 畑田村         | 畑田村                          | 畑田村                           | 豊国村                     | 豊国村                                  | 豊国村                        | 昭和30年4月1日 愛知川町       | 愛知川町                          | 平成18年2月13日 愛荘町   | 愛荘町        |
| 平居村         | 平居村         | 平居村                          | 平居村                           | 豊国村                     | 豊国村                                  | 豊国村                        | 昭和30年4月1日 愛知川町       | 愛知川町                          | 平成18年2月13日 愛荘町   | 愛荘町        |
| 苅間村         | 苅間村         | 苅間村                          | 苅間村                           | 豊国村                     | 豊国村                                  | 豊国村                        | 昭和30年4月1日 愛知川町       | 愛知川町                          | 平成18年2月13日 愛荘町   | 愛荘町        |
| 東円堂村       | 東円堂村       | 東円堂村                        | 東円堂村                         | 豊国村                     | 豊国村                                  | 豊国村                        | 昭和30年4月1日 愛知川町       | 愛知川町                          | 平成18年2月13日 愛荘町   | 愛荘町        |
| 豊満村         | 豊満村         | 豊満村                          | 豊満村                           | 豊国村                     | 豊国村                                  | 豊国村                        | 昭和30年4月1日 愛知川町       | 愛知川町                          | 平成18年2月13日 愛荘町   | 愛荘町        |
| 松尾寺村       | 松尾寺村       | 松尾寺村                        | 松尾寺村                         | 秦川村                     | 秦川村                                  | 秦川村                        | 昭和30年4月1日 秦荘町         | 秦荘町                            | 平成18年2月13日 愛荘町   | 愛荘町        |
| 斧磨村         | 斧磨村         | 斧磨村                          | 斧磨村                           | 秦川村                     | 秦川村                                  | 秦川村                        | 昭和30年4月1日 秦荘町         | 秦荘町                            | 平成18年2月13日 愛荘町   | 愛荘町        |
| 岩倉村         | 岩倉村         | 岩倉村                          | 岩倉村                           | 秦川村                     | 秦川村                                  | 秦川村                        | 昭和30年4月1日 秦荘町         | 秦荘町                            | 平成18年2月13日 愛荘町   | 愛荘町        |
| 竹原谷村       | 竹原谷村       | 竹原谷村                        | 竹原谷村                         | 秦川村                     | 秦川村                                  | 秦川村                        | 昭和30年4月1日 秦荘町         | 秦荘町                            | 平成18年2月13日 愛荘町   | 愛荘町        |
| 常安寺村       | 常安寺村       | 常安寺村                        | 常安寺村                         | 秦川村                     | 秦川村                                  | 秦川村                        | 昭和30年4月1日 秦荘町         | 秦荘町                            | 平成18年2月13日 愛荘町   | 愛荘町        |
| 東出村         | 東出村         | 東出村                          | 東出村                           | 秦川村                     | 秦川村                                  | 秦川村                        | 昭和30年4月1日 秦荘町         | 秦荘町                            | 平成18年2月13日 愛荘町   | 愛荘町        |
| 上蚊野村       | 上蚊野村       | 上蚊野村                        | 上蚊野村                         | 秦川村                     | 秦川村                                  | 秦川村                        | 昭和30年4月1日 秦荘町         | 秦荘町                            | 平成18年2月13日 愛荘町   | 愛荘町        |
| 北蚊野村       | 北蚊野村       | 北蚊野村                        | 北蚊野村                         | 秦川村                     | 秦川村                                  | 秦川村                        | 昭和30年4月1日 秦荘町         | 秦荘町                            | 平成18年2月13日 愛荘町   | 愛荘町        |
| 南蚊野村       | 南蚊野村       | 南蚊野村                        | 明治12年3月 軽野村               | 秦川村                     | 秦川村                                  | 秦川村                        | 昭和30年4月1日 秦荘町         | 秦荘町                            | 平成18年2月13日 愛荘町   | 愛荘町        |
| 上八木村       | 上八木村       | 上八木村                        | 上八木村                         | 秦川村                     | 秦川村                                  | 秦川村                        | 昭和30年4月1日 秦荘町         | 秦荘町                            | 平成18年2月13日 愛荘町   | 愛荘町        |
| 南安孫子村     | 南安孫子村     | 明治7年 改称 安孫子村           | 安孫子村                         | 秦川村                     | 秦川村                                  | 秦川村                        | 昭和30年4月1日 秦荘町         | 秦荘町                            | 平成18年2月13日 愛荘町   | 愛荘町        |
| 円城寺村       | 円城寺村       | 円城寺村                        | 円城寺村                         | 秦川村                     | 秦川村                                  | 秦川村                        | 昭和30年4月1日 秦荘町         | 秦荘町                            | 平成18年2月13日 愛荘町   | 愛荘町        |
| 西出村         | 西出村         | 西出村                          | 西出村                           | 秦川村                     | 秦川村                                  | 秦川村                        | 昭和30年4月1日 秦荘町         | 秦荘町                            | 平成18年2月13日 愛荘町   | 愛荘町        |
| 西出村         | 西出村         | 明治7年 分立 深草村             | 深草村                           | 秦川村                     | 秦川村                                  | 秦川村                        | 昭和30年4月1日 秦荘町         | 秦荘町                            | 平成18年2月13日 愛荘町   | 愛荘町        |
| 目加田村       | 目加田村       | 目加田村                        | 目加田村                         | 秦川村                     | 秦川村                                  | 秦川村                        | 昭和30年4月1日 秦荘町         | 秦荘町                            | 平成18年2月13日 愛荘町   | 愛荘町        |
| 蚊野外村       | 蚊野外村       | 蚊野外村                        | 蚊野外村                         | 八木荘村                   | 八木荘村                                | 八木荘村                      | 昭和30年4月1日 秦荘町         | 秦荘町                            | 平成18年2月13日 愛荘町   | 愛荘町        |
| 香之庄村       | 香之庄村       | 香之庄村                        | 香之庄村                         | 八木荘村                   | 八木荘村                                | 八木荘村                      | 昭和30年4月1日 秦荘町         | 秦荘町                            | 平成18年2月13日 愛荘町   | 愛荘町        |
| 元持村         | 元持村         | 元持村                          | 元持村                           | 八木荘村                   | 八木荘村                                | 八木荘村                      | 昭和30年4月1日 秦荘町         | 秦荘町                            | 平成18年2月13日 愛荘町   | 愛荘町        |
| 沖村           | 沖村           | 沖村                            | 沖村                             | 八木荘村                   | 八木荘村                                | 八木荘村                      | 昭和30年4月1日 秦荘町         | 秦荘町                            | 平成18年2月13日 愛荘町   | 愛荘町        |
| 宮後村         | 宮後村         | 宮後村                          | 宮後村                           | 八木荘村                   | 八木荘村                                | 八木荘村                      | 昭和30年4月1日 秦荘町         | 秦荘町                            | 平成18年2月13日 愛荘町   | 愛荘町        |
| 北八木村       | 北八木村       | 北八木村                        | 北八木村                         | 八木荘村                   | 八木荘村                                | 八木荘村                      | 昭和30年4月1日 秦荘町         | 秦荘町                            | 平成18年2月13日 愛荘町   | 愛荘町        |
| 下八木村       | 下八木村       | 下八木村                        | 下八木村                         | 八木荘村                   | 八木荘村                                | 八木荘村                      | 昭和30年4月1日 秦荘町         | 秦荘町                            | 平成18年2月13日 愛荘町   | 愛荘町        |
| 島川村         | 島川村         | 島川村                          | 島川村                           | 八木荘村                   | 八木荘村                                | 八木荘村                      | 昭和30年4月1日 秦荘町         | 秦荘町                            | 平成18年2月13日 愛荘町   | 愛荘町        |
| 長塚村         | 長塚村         | 長塚村                          | 長塚村                           | 八木荘村                   | 八木荘村                                | 八木荘村                      | 昭和30年4月1日 秦荘町         | 秦荘町                            | 平成18年2月13日 愛荘町   | 愛荘町        |
| 栗田村         | 栗田村         | 栗田村                          | 栗田村                           | 八木荘村                   | 八木荘村                                | 八木荘村                      | 昭和30年4月1日 秦荘町         | 秦荘町                            | 平成18年2月13日 愛荘町   | 愛荘町        |
| 野々目村       | 野々目村       | 野々目村                        | 野々目村                         | 八木荘村                   | 八木荘村                                | 八木荘村                      | 昭和30年4月1日 秦荘町         | 秦荘町                            | 平成18年2月13日 愛荘町   | 愛荘町        |
| 矢守村         | 矢守村         | 矢守村                          | 矢守村                           | 八木荘村                   | 八木荘村                                | 八木荘村                      | 昭和30年4月1日 秦荘町         | 秦荘町                            | 平成18年2月13日 愛荘町   | 愛荘町        |
| 矢守村         | 矢守村         | 矢守村                          | 明治12年 分立 南野々目村         | 八木荘村                   | 八木荘村                                | 八木荘村                      | 昭和30年4月1日 秦荘町         | 秦荘町                            | 平成18年2月13日 愛荘町   | 愛荘町        |
| 平尾村         | 平尾村         | 平尾村                          | 平尾村                           | 角井村                     | 角井村                                  | 角井村                        | 昭和30年2月11日 愛東村        | 昭和46年2月11日 町制 愛東町       | 平成17年2月11日 東近江市 | 東近江市      |
| 園村           | 園村           | 園村                            | 園村                             | 角井村                     | 角井村                                  | 角井村                        | 昭和30年2月11日 愛東村        | 昭和46年2月11日 町制 愛東町       | 平成17年2月11日 東近江市 | 東近江市      |
| 大林新田       | 大林新田       | 明治7年10月 改称 大林村         | 大林村                           | 角井村                     | 角井村                                  | 角井村                        | 昭和30年2月11日 愛東村        | 昭和46年2月11日 町制 愛東町       | 平成17年2月11日 東近江市 | 東近江市      |
| 市ヶ原村       | 市ヶ原村       | 市ヶ原村                        | 市ヶ原村                         | 角井村                     | 角井村                                  | 角井村                        | 昭和30年2月11日 愛東村        | 昭和46年2月11日 町制 愛東町       | 平成17年2月11日 東近江市 | 東近江市      |
| 上中野村       | 上中野村       | 上中野村                        | 上中野村                         | 角井村                     | 角井村                                  | 角井村                        | 昭和30年2月11日 愛東村        | 昭和46年2月11日 町制 愛東町       | 平成17年2月11日 東近江市 | 東近江市      |
| 下中野村       | 下中野村       | 下中野村                        | 下中野村                         | 角井村                     | 角井村                                  | 角井村                        | 昭和30年2月11日 愛東村        | 昭和46年2月11日 町制 愛東町       | 平成17年2月11日 東近江市 | 東近江市      |
| 池ノ尻村       | 池ノ尻村       | 池ノ尻村                        | 池ノ尻村                         | 角井村                     | 角井村                                  | 角井村                        | 昭和30年2月11日 愛東村        | 昭和46年2月11日 町制 愛東町       | 平成17年2月11日 東近江市 | 東近江市      |
| 百済寺村       | 百済寺村       | 百済寺村                        | 百済寺村                         | 角井村                     | 角井村                                  | 角井村                        | 昭和30年2月11日 愛東村        | 昭和46年2月11日 町制 愛東町       | 平成17年2月11日 東近江市 | 東近江市      |
| 大覚寺村       | 大覚寺村       | 大覚寺村                        | 大覚寺村                         | 角井村                     | 角井村                                  | 角井村                        | 昭和30年2月11日 愛東村        | 昭和46年2月11日 町制 愛東町       | 平成17年2月11日 東近江市 | 東近江市      |
| 外村           | 外村           | 外村                            | 外村                             | 西小椋村                   | 西小椋村                                | 西小椋村                      | 昭和30年2月11日 愛東村        | 昭和46年2月11日 町制 愛東町       | 平成17年2月11日 東近江市 | 東近江市      |
| 小倉村         | 小倉村         | 小倉村                          | 小倉村                           | 西小椋村                   | 西小椋村                                | 西小椋村                      | 昭和30年2月11日 愛東村        | 昭和46年2月11日 町制 愛東町       | 平成17年2月11日 東近江市 | 東近江市      |
| 青山村         | 青山村         | 青山村                          | 青山村                           | 西小椋村                   | 西小椋村                                | 西小椋村                      | 昭和30年2月11日 愛東村        | 昭和46年2月11日 町制 愛東町       | 平成17年2月11日 東近江市 | 東近江市      |
| 曽根村         | 曽根村         | 曽根村                          | 曽根村                           | 西小椋村                   | 西小椋村                                | 西小椋村                      | 昭和30年2月11日 愛東村        | 昭和46年2月11日 町制 愛東町       | 平成17年2月11日 東近江市 | 東近江市      |
| 妹村           | 妹村           | 妹村                            | 妹村                             | 西小椋村                   | 西小椋村                                | 西小椋村                      | 昭和30年2月11日 愛東村        | 昭和46年2月11日 町制 愛東町       | 平成17年2月11日 東近江市 | 東近江市      |
| 中戸村         | 中戸村         | 中戸村                          | 中戸村                           | 西小椋村                   | 西小椋村                                | 西小椋村                      | 昭和30年2月11日 愛東村        | 昭和46年2月11日 町制 愛東町       | 平成17年2月11日 東近江市 | 東近江市      |
| 鯰江村         | 鯰江村         | 鯰江村                          | 鯰江村                           | 西小椋村                   | 西小椋村                                | 西小椋村                      | 昭和30年2月11日 愛東村        | 昭和46年2月11日 町制 愛東町       | 平成17年2月11日 東近江市 | 東近江市      |
| 上岸本村       | 一部を除く     | 上岸本村                        | 上岸本村                         | 西小椋村                   | 西小椋村                                | 西小椋村                      | 昭和30年2月11日 愛東村        | 昭和46年2月11日 町制 愛東町       | 平成17年2月11日 東近江市 | 東近江市      |
| 上岸本村       | 一部           | 上岸本村                        | 明治12年 分立 梅林村             | 西小椋村                   | 西小椋村                                | 西小椋村                      | 昭和30年2月11日 愛東村        | 昭和46年2月11日 町制 愛東町       | 平成17年2月11日 東近江市 | 東近江市      |
| 中岸本村       | 一部           | 中岸本村                        | 明治12年 分立 梅林村             | 西小椋村                   | 西小椋村                                | 西小椋村                      | 昭和30年2月11日 愛東村        | 昭和46年2月11日 町制 愛東町       | 平成17年2月11日 東近江市 | 東近江市      |
| 下岸本村       | 一部           | 下岸本村                        | 明治12年 分立 梅林村             | 西小椋村                   | 西小椋村                                | 西小椋村                      | 昭和30年2月11日 愛東村        | 昭和46年2月11日 町制 愛東町       | 平成17年2月11日 東近江市 | 東近江市      |
| 下岸本村       | 一部を除く     | 下岸本村                        | 下岸本村                         | 豊椋村                     | 豊椋村                                  | 豊椋村                        | 昭和29年11月3日 湖東町        | 湖東町                            | 平成17年2月11日 東近江市 | 東近江市      |
| 中岸本村       | 一部を除く     | 中岸本村                        | 中岸本村                         | 豊椋村                     | 豊椋村                                  | 豊椋村                        | 昭和29年11月3日 湖東町        | 湖東町                            | 平成17年2月11日 東近江市 | 東近江市      |
| 小田苅村       | 小田苅村       | 小田苅村                        | 小田苅村                         | 豊椋村                     | 豊椋村                                  | 豊椋村                        | 昭和29年11月3日 湖東町        | 湖東町                            | 平成17年2月11日 東近江市 | 東近江市      |
| 大清水村       | 大清水村       | 大清水村                        | 大清水村                         | 豊椋村                     | 豊椋村                                  | 豊椋村                        | 昭和29年11月3日 湖東町        | 湖東町                            | 平成17年2月11日 東近江市 | 東近江市      |
| 南清水村       | 南清水村       | 南清水村                        | 南清水村                         | 豊椋村                     | 豊椋村                                  | 豊椋村                        | 昭和29年11月3日 湖東町        | 湖東町                            | 平成17年2月11日 東近江市 | 東近江市      |
| 北清水村       | 北清水村       | 北清水村                        | 北清水村                         | 豊椋村                     | 豊椋村                                  | 豊椋村                        | 昭和29年11月3日 湖東町        | 湖東町                            | 平成17年2月11日 東近江市 | 東近江市      |
| 清水中村       | 清水中村       | 清水中村                        | 清水中村                         | 豊椋村                     | 豊椋村                                  | 豊椋村                        | 昭和29年11月3日 湖東町        | 湖東町                            | 平成17年2月11日 東近江市 | 東近江市      |
| 小池村         | 小池村         | 小池村                          | 小池村                           | 豊椋村                     | 豊椋村                                  | 豊椋村                        | 昭和29年11月3日 湖東町        | 湖東町                            | 平成17年2月11日 東近江市 | 東近江市      |
| 長村           | 長村           | 長村                            | 長村                             | 豊椋村                     | 豊椋村                                  | 豊椋村                        | 昭和29年11月3日 湖東町        | 湖東町                            | 平成17年2月11日 東近江市 | 東近江市      |
| 池庄村         | 池庄村         | 池庄村                          | 池庄村                           | 豊椋村                     | 豊椋村                                  | 豊椋村                        | 昭和29年11月3日 湖東町        | 湖東町                            | 平成17年2月11日 東近江市 | 東近江市      |
| 大沢新町村     | 大沢新町村     | 大沢新町村                      | 明治12年 改称 大沢村             | 東押立村                   | 東押立村                                | 東押立村                      | 昭和29年11月3日 湖東町        | 湖東町                            | 平成17年2月11日 東近江市 | 東近江市      |
| 南花沢村       | 南花沢村       | 南花沢村                        | 南花沢村                         | 東押立村                   | 東押立村                                | 東押立村                      | 昭和29年11月3日 湖東町        | 湖東町                            | 平成17年2月11日 東近江市 | 東近江市      |
| 北花沢村       | 北花沢村       | 北花沢村                        | 北花沢村                         | 東押立村                   | 東押立村                                | 東押立村                      | 昭和29年11月3日 湖東町        | 湖東町                            | 平成17年2月11日 東近江市 | 東近江市      |
| 読合堂村       | 読合堂村       | 読合堂村                        | 読合堂村                         | 東押立村                   | 東押立村                                | 東押立村                      | 昭和29年11月3日 湖東町        | 湖東町                            | 平成17年2月11日 東近江市 | 東近江市      |
| 中里村         | 中里村         | 中里村                          | 中里村                           | 東押立村                   | 東押立村                                | 東押立村                      | 昭和29年11月3日 湖東町        | 湖東町                            | 平成17年2月11日 東近江市 | 東近江市      |
| 湯屋村         | 湯屋村         | 湯屋村                          | 湯屋村                           | 東押立村                   | 東押立村                                | 東押立村                      | 昭和29年11月3日 湖東町        | 湖東町                            | 平成17年2月11日 東近江市 | 東近江市      |
| 祇園村         | 祇園村         | 祇園村                          | 祇園村                           | 東押立村                   | 東押立村                                | 東押立村                      | 昭和29年11月3日 湖東町        | 湖東町                            | 平成17年2月11日 東近江市 | 東近江市      |
| 平柳村         | 平柳村         | 平柳村                          | 平柳村                           | 東押立村                   | 東押立村                                | 東押立村                      | 昭和29年11月3日 湖東町        | 湖東町                            | 平成17年2月11日 東近江市 | 東近江市      |
| 僧坊村         | 僧坊村         | 僧坊村                          | 僧坊村                           | 東押立村                   | 東押立村                                | 東押立村                      | 昭和29年11月3日 湖東町        | 湖東町                            | 平成17年2月11日 東近江市 | 東近江市      |
| 下里村         | 下里村         | 下里村                          | 下里村                           | 東押立村                   | 東押立村                                | 東押立村                      | 昭和29年11月3日 湖東町        | 湖東町                            | 平成17年2月11日 東近江市 | 東近江市      |
| 平松村         | 平松村         | 平松村                          | 平松村                           | 東押立村                   | 東押立村                                | 東押立村                      | 昭和29年11月3日 湖東町        | 湖東町                            | 平成17年2月11日 東近江市 | 東近江市      |
| 中一色村       | 中一色村       | 中一色村                        | 中一色村                         | 東押立村                   | 東押立村                                | 東押立村                      | 昭和29年11月3日 湖東町        | 湖東町                            | 平成17年2月11日 東近江市 | 東近江市      |
| 今在家村       | 今在家村       | 今在家村                        | 今在家村                         | 東押立村                   | 東押立村                                | 東押立村                      | 昭和29年11月3日 湖東町        | 湖東町                            | 平成17年2月11日 東近江市 | 東近江市      |
| 小八木村       | 小八木村       | 小八木村                        | 小八木村                         | 東押立村                   | 東押立村                                | 東押立村                      | 昭和29年11月3日 湖東町        | 湖東町                            | 平成17年2月11日 東近江市 | 東近江市      |
| 下一色村       | 下一色村       | 下一色村                        | 下一色村                         | 西押立村                   | 西押立村                                | 西押立村                      | 昭和29年11月3日 湖東町        | 湖東町                            | 平成17年2月11日 東近江市 | 東近江市      |
| 勝堂村         | 勝堂村         | 勝堂村                          | 勝堂村                           | 西押立村                   | 西押立村                                | 西押立村                      | 昭和29年11月3日 湖東町        | 湖東町                            | 平成17年2月11日 東近江市 | 東近江市      |
| 西菩提寺村     | 西菩提寺村     | 西菩提寺村                      | 西菩提寺村                       | 西押立村                   | 西押立村                                | 西押立村                      | 昭和29年11月3日 湖東町        | 湖東町                            | 平成17年2月11日 東近江市 | 東近江市      |
| 北菩提寺村     | 北菩提寺村     | 北菩提寺村                      | 北菩提寺村                       | 西押立村                   | 西押立村                                | 西押立村                      | 昭和29年11月3日 湖東町        | 湖東町                            | 平成17年2月11日 東近江市 | 東近江市      |
| 南菩提寺村     | 南菩提寺村     | 南菩提寺村                      | 南菩提寺村                       | 西押立村                   | 西押立村                                | 西押立村                      | 昭和29年11月3日 湖東町        | 湖東町                            | 平成17年2月11日 東近江市 | 東近江市      |
| 横溝村         | 横溝村         | 横溝村                          | 横溝村                           | 西押立村                   | 西押立村                                | 西押立村                      | 昭和29年11月3日 湖東町        | 湖東町                            | 平成17年2月11日 東近江市 | 東近江市      |
| 君ヶ畑村       | 一部を除く     | 君ヶ畑村                        | 君ヶ畑村                         | 東小椋村                   | 東小椋村                                | 昭和18年4月1日 神崎郡永源寺村 | 昭和30年4月1日 神崎郡永源寺町 | 神崎郡永源寺町                    | 平成17年2月11日 東近江市 | 東近江市      |
| 君ヶ畑村       | 一部           | 明治7年 分立 茨川村             | 茨川村                           | 東小椋村                   | 東小椋村                                | 昭和18年4月1日 神崎郡永源寺村 | 昭和30年4月1日 神崎郡永源寺町 | 神崎郡永源寺町                    | 平成17年2月11日 東近江市 | 東近江市      |
| 蛭谷村         | 蛭谷村         | 蛭谷村                          | 蛭谷村                           | 東小椋村                   | 東小椋村                                | 昭和18年4月1日 神崎郡永源寺村 | 昭和30年4月1日 神崎郡永源寺町 | 神崎郡永源寺町                    | 平成17年2月11日 東近江市 | 東近江市      |
| 箕川村         | 箕川村         | 箕川村                          | 箕川村                           | 東小椋村                   | 東小椋村                                | 昭和18年4月1日 神崎郡永源寺村 | 昭和30年4月1日 神崎郡永源寺町 | 神崎郡永源寺町                    | 平成17年2月11日 東近江市 | 東近江市      |
| 政所村         | 政所村         | 政所村                          | 政所村                           | 東小椋村                   | 東小椋村                                | 昭和18年4月1日 神崎郡永源寺村 | 昭和30年4月1日 神崎郡永源寺町 | 神崎郡永源寺町                    | 平成17年2月11日 東近江市 | 東近江市      |
| 黄和田村       | 黄和田村       | 黄和田村                        | 黄和田村                         | 東小椋村                   | 東小椋村                                | 昭和18年4月1日 神崎郡永源寺村 | 昭和30年4月1日 神崎郡永源寺町 | 神崎郡永源寺町                    | 平成17年2月11日 東近江市 | 東近江市      |
| 九居瀬村       | 九居瀬村       | 九居瀬村                        | 九居瀬村                         | 東小椋村                   | 東小椋村                                | 昭和18年4月1日 神崎郡永源寺村 | 昭和30年4月1日 神崎郡永源寺町 | 神崎郡永源寺町                    | 平成17年2月11日 東近江市 | 東近江市      |
| 高野村         | 高野村         | 高野村                          | 高野村                           | 東小椋村                   | 明治25年10月15日 分立 高野村            | 昭和18年4月1日 神崎郡永源寺村 | 昭和30年4月1日 神崎郡永源寺町 | 神崎郡永源寺町                    | 平成17年2月11日 東近江市 | 東近江市      |
| 吉田村         | 吉田村         | 吉田村                          | 吉田村                           | 日枝村                     | 日枝村                                  | 日枝村                        | 昭和31年9月30日 犬上郡豊郷村  | 昭和46年2月11日 町制 犬上郡豊郷町 | 犬上郡豊郷町             | 犬上郡 豊郷町 |
| 上枝村         | 上枝村         | 上枝村                          | 上枝村                           | 日枝村                     | 日枝村                                  | 日枝村                        | 昭和31年9月30日 犬上郡豊郷村  | 昭和46年2月11日 町制 犬上郡豊郷町 | 犬上郡豊郷町             | 犬上郡 豊郷町 |
| 下枝村         | 下枝村         | 下枝村                          | 下枝村                           | 日枝村                     | 日枝村                                  | 日枝村                        | 昭和31年9月30日 犬上郡豊郷村  | 昭和46年2月11日 町制 犬上郡豊郷町 | 犬上郡豊郷町             | 犬上郡 豊郷町 |
| 高野瀬村       | 高野瀬村       | 高野瀬村                        | 高野瀬村                         | 日枝村                     | 日枝村                                  | 日枝村                        | 昭和31年9月30日 犬上郡豊郷村  | 昭和46年2月11日 町制 犬上郡豊郷町 | 犬上郡豊郷町             | 犬上郡 豊郷町 |
| 高野瀬村       | 高野瀬村       | 明治7年 分立 大町村             | 大町村                           | 日枝村                     | 日枝村                                  | 日枝村                        | 昭和31年9月30日 犬上郡豊郷村  | 昭和46年2月11日 町制 犬上郡豊郷町 | 犬上郡豊郷町             | 犬上郡 豊郷町 |
| 沢村           | 沢村           | 沢村                            | 沢村                             | 日枝村                     | 日枝村                                  | 日枝村                        | 昭和31年9月30日 犬上郡豊郷村  | 昭和46年2月11日 町制 犬上郡豊郷町 | 犬上郡豊郷町             | 犬上郡 豊郷町 |
| 三津村         | 三津村         | 三津村                          | 三津村                           | 稲枝村                     | 稲枝村                                  | 稲枝村                        | 昭和30年1月1日 稲枝町         | 昭和43年4月1日 彦根市に編入       | 彦根市                   | 彦根市        |
| 海瀬村         | 海瀬村         | 海瀬村                          | 海瀬村                           | 稲枝村                     | 稲枝村                                  | 稲枝村                        | 昭和30年1月1日 稲枝町         | 昭和43年4月1日 彦根市に編入       | 彦根市                   | 彦根市        |
| 林村           | 林村           | 林村                            | 明治12年 金沢村                  | 稲枝村                     | 稲枝村                                  | 稲枝村                        | 昭和30年1月1日 稲枝町         | 昭和43年4月1日 彦根市に編入       | 彦根市                   | 彦根市        |
| 中下村         | 中下村         | 中下村                          | 明治12年 金沢村                  | 稲枝村                     | 稲枝村                                  | 稲枝村                        | 昭和30年1月1日 稲枝町         | 昭和43年4月1日 彦根市に編入       | 彦根市                   | 彦根市        |
| 野部村         | 野部村         | 明治7年 改称 稲部村             | 稲部村                           | 稲枝村                     | 稲枝村                                  | 稲枝村                        | 昭和30年1月1日 稲枝町         | 昭和43年4月1日 彦根市に編入       | 彦根市                   | 彦根市        |
| 野良田村       | 野良田村       | 野良田村                        | 野良田村                         | 稲枝村                     | 稲枝村                                  | 稲枝村                        | 昭和30年1月1日 稲枝町         | 昭和43年4月1日 彦根市に編入       | 彦根市                   | 彦根市        |
| 肥田村         | 肥田村         | 肥田村                          | 肥田村                           | 稲枝村                     | 稲枝村                                  | 稲枝村                        | 昭和30年1月1日 稲枝町         | 昭和43年4月1日 彦根市に編入       | 彦根市                   | 彦根市        |
| 彦富村         | 彦富村         | 彦富村                          | 彦富村                           | 稲枝村                     | 稲枝村                                  | 稲枝村                        | 昭和30年1月1日 稲枝町         | 昭和43年4月1日 彦根市に編入       | 彦根市                   | 彦根市        |
| 金田村         | 金田村         | 金田村                          | 明治12年 金田村                  | 稲枝村                     | 稲枝村                                  | 稲枝村                        | 昭和30年1月1日 稲枝町         | 昭和43年4月1日 彦根市に編入       | 彦根市                   | 彦根市        |
| 出路村         | 出路村         | 出路村                          | 明治12年 金田村                  | 稲枝村                     | 稲枝村                                  | 稲枝村                        | 昭和30年1月1日 稲枝町         | 昭和43年4月1日 彦根市に編入       | 彦根市                   | 彦根市        |
| 山崎南町村     | 山崎南町村     | 山崎南町村                      | 明治12年 稲里村                  | 稲枝村                     | 稲枝村                                  | 稲枝村                        | 昭和30年1月1日 稲枝町         | 昭和43年4月1日 彦根市に編入       | 彦根市                   | 彦根市        |
| 上平流村       | 上平流村       | 上平流村                        | 上平流村                         | 稲枝村                     | 稲枝村                                  | 稲枝村                        | 昭和30年1月1日 稲枝町         | 昭和43年4月1日 彦根市に編入       | 彦根市                   | 彦根市        |
| 下平流村       | 下平流村       | 明治7年 寺村                    | 明治12年 稲里村                  | 稲枝村                     | 稲枝村                                  | 稲枝村                        | 昭和30年1月1日 稲枝町         | 昭和43年4月1日 彦根市に編入       | 彦根市                   | 彦根市        |
| 塚村           |                | 明治7年 寺村                    | 明治12年 稲里村                  | 稲枝村                     | 稲枝村                                  | 稲枝村                        | 昭和30年1月1日 稲枝町         | 昭和43年4月1日 彦根市に編入       | 彦根市                   | 彦根市        |
| 延寿寺村       |                | 明治7年 寺村                    | 明治12年 稲里村                  | 稲枝村                     | 稲枝村                                  | 稲枝村                        | 昭和30年1月1日 稲枝町         | 昭和43年4月1日 彦根市に編入       | 彦根市                   | 彦根市        |
| 上岡部村       | 上岡部村       | 上岡部村                        | 上岡部村                         | 稲村                       | 稲村                                    | 稲村                          | 昭和30年1月1日 稲枝町         | 昭和43年4月1日 彦根市に編入       | 彦根市                   | 彦根市        |
| 下岡部村       | 下岡部村       | 下岡部村                        | 下岡部村                         | 稲村                       | 稲村                                    | 稲村                          | 昭和30年1月1日 稲枝町         | 昭和43年4月1日 彦根市に編入       | 彦根市                   | 彦根市        |
| 石寺村         | 石寺村         | 石寺村                          | 石寺村                           | 稲村                       | 稲村                                    | 稲村                          | 昭和30年1月1日 稲枝町         | 昭和43年4月1日 彦根市に編入       | 彦根市                   | 彦根市        |
| 薩摩村         | 薩摩村         | 薩摩村                          | 薩摩村                           | 稲村                       | 稲村                                    | 稲村                          | 昭和30年1月1日 稲枝町         | 昭和43年4月1日 彦根市に編入       | 彦根市                   | 彦根市        |
| 柳川村         | 柳川村         | 柳川村                          | 柳川村                           | 稲村                       | 稲村                                    | 稲村                          | 昭和30年1月1日 稲枝町         | 昭和43年4月1日 彦根市に編入       | 彦根市                   | 彦根市        |
| 西川村         | 西川村         | 西川村                          | 西川村                           | 稲村                       | 稲村                                    | 稲村                          | 昭和30年1月1日 稲枝町         | 昭和43年4月1日 彦根市に編入       | 彦根市                   | 彦根市        |
| 神崎郡甲崎村   | 神崎郡甲崎村   | 神崎郡甲崎村                    | 神崎郡甲崎村                     | 稲村                       | 稲村                                    | 稲村                          | 昭和30年1月1日 稲枝町         | 昭和43年4月1日 彦根市に編入       | 彦根市                   | 彦根市        |
| 神崎郡西川村   | 神崎郡西川村   | 神崎郡西川村                    | 神崎郡西川村                     | 稲村                       | 稲村                                    | 稲村                          | 昭和30年1月1日 稲枝町         | 昭和43年4月1日 彦根市に編入       | 彦根市                   | 彦根市        |
| 神崎郡田原村   | 神崎郡田原村   | 神崎郡田原村                    | 神崎郡田原村                     | 稲村                       | 稲村                                    | 稲村                          | 昭和30年1月1日 稲枝町         | 昭和43年4月1日 彦根市に編入       | 彦根市                   | 彦根市        |
| 神崎郡服部村   | 神崎郡服部村   | 神崎郡服部村                    | 神崎郡服部村                     | 神崎郡 葉枝見村            | 明治29年3月29日 所属変更 愛知郡葉枝見村 | 葉枝見村                      | 昭和30年1月1日 稲枝町         | 昭和43年4月1日 彦根市に編入       | 彦根市                   | 彦根市        |
| 神崎郡稲葉村   | 神崎郡稲葉村   | 明治7年 神崎郡上稲葉村          | 神崎郡上稲葉村                   | 神崎郡 葉枝見村            | 明治29年3月29日 所属変更 愛知郡葉枝見村 | 葉枝見村                      | 昭和30年1月1日 稲枝町         | 昭和43年4月1日 彦根市に編入       | 彦根市                   | 彦根市        |
| 神崎郡稲葉村   | 神崎郡稲葉村   | 明治7年 神崎郡下稲葉村          | 神崎郡下稲葉村                   | 神崎郡 葉枝見村            | 明治29年3月29日 所属変更 愛知郡葉枝見村 | 葉枝見村                      | 昭和30年1月1日 稲枝町         | 昭和43年4月1日 彦根市に編入       | 彦根市                   | 彦根市        |
| 神崎郡本庄村   | 神崎郡本庄村   | 明治7年 神崎郡本庄村            | 神崎郡本庄村                     | 神崎郡 葉枝見村            | 明治29年3月29日 所属変更 愛知郡葉枝見村 | 葉枝見村                      | 昭和30年1月1日 稲枝町         | 昭和43年4月1日 彦根市に編入       | 彦根市                   | 彦根市        |
| 神崎郡出地村   |                | 明治7年 神崎郡本庄村            | 神崎郡本庄村                     | 神崎郡 葉枝見村            | 明治29年3月29日 所属変更 愛知郡葉枝見村 | 葉枝見村                      | 昭和30年1月1日 稲枝町         | 昭和43年4月1日 彦根市に編入       | 彦根市                   | 彦根市        |
| 神崎郡田附村   | 神崎郡田附村   | 神崎郡田附村                    | 神崎郡田附村                     | 神崎郡 葉枝見村            | 明治29年3月29日 所属変更 愛知郡葉枝見村 | 葉枝見村                      | 昭和30年1月1日 稲枝町         | 昭和43年4月1日 彦根市に編入       | 彦根市                   | 彦根市        |
| 神崎郡新海村   | 神崎郡新海村   | 神崎郡新海村                    | 神崎郡新海村                     | 神崎郡 葉枝見村            | 明治29年3月29日 所属変更 愛知郡葉枝見村 | 葉枝見村                      | 昭和30年1月1日 稲枝町         | 昭和43年4月1日 彦根市に編入       | 彦根市                   | 彦根市        |
| 神崎郡三ツ谷村 | 神崎郡三ツ谷村 | 神崎郡三ツ谷村                  | 神崎郡三ツ谷村                   | 神崎郡 葉枝見村            | 明治29年3月29日 所属変更 愛知郡葉枝見村 | 葉枝見村                      | 昭和30年1月1日 稲枝町         | 昭和43年4月1日 彦根市に編入       | 彦根市                   | 彦根市        |
| 神崎郡普光寺村 | 神崎郡普光寺村 | 神崎郡普光寺村                  | 神崎郡普光寺村                   | 神崎郡 葉枝見村            | 明治29年3月29日 所属変更 愛知郡葉枝見村 | 葉枝見村                      | 昭和30年1月1日 稲枝町         | 昭和43年4月1日 彦根市に編入       | 彦根市                   | 彦根市        |

## 行政
愛知郡長（第1次）
| 代 | 氏名 | 就任年月日                | 退任年月日         | 備考 |
| -- | ---- | ------------------------- | ------------------ | ---- |
| 1  |      | 明治12年（1879年）5月16日 |                    |      |
|    |      |                           | 明治14年（1881年） | 廃官 |

愛知・神崎郡長
| 代 | 氏名 | 就任年月日         | 退任年月日                | 備考 |
| -- | ---- | ------------------ | ------------------------- | ---- |
| 1  |      | 明治14年（1881年） |                           |      |
|    |      |                    | 明治30年（1898年）3月31日 | 廃官 |

愛知郡長（第2次）
| 代 | 氏名 | 就任年月日               | 退任年月日                | 備考                   |
| -- | ---- | ------------------------ | ------------------------- | ---------------------- |
| 1  |      | 明治30年（1898年）4月1日 |                           |                        |
|    |      |                          | 大正15年（1926年）6月30日 | 郡役所廃止により、廃官 |